# 赛力克·哈甫西克拜
赛力克·哈甫西克拜（1935年—），中国哈萨克族作家、诗人。新疆托里人。中共党员，中国作家协会会员。1956年毕业于新疆学院中文系。历任托里县中学教师，塔城地区《塔尔巴哈台》副主编。1953年开始发表作品。1994年移民哈萨克斯坦。他曾是哈萨克斯坦杂志《独活》的编辑。

## 作品
著有诗集《生命思考》，长诗集《自由发言》，小说戏剧剧本集《苦果》等。

## 奖项
诗歌《秋云》获全国第二届少数民族文学创作一等奖。